# Brezje Dobransko
Brezje Dobransko – wieś w Chorwacji, w żupanii primorsko-gorskiej, w gminie Skrad. W 2011 roku liczyła 2 mieszkańców.